# Mary Osborne
Mary Osborne (Minot, 17 de julio de 1921-Bakersfield, 4 de marzo de 1992) fue una guitarrista de jazz, cantante y fabricante de guitarras estadounidense. 
Fue la primera mujer que tocó la guitarra eléctrica profesionalmente, tuvo un impacto significativo en el jazz de los años 40 y 50 así como en la transición de la era del swing al bop en los años 40. Para muchos aficionados su estilo de swing la convirtió en una de las primeras arquitectas del R&B y el rock and roll.

## Primeros años e influencias
Osborne nació en Minot, Dakota del Norte, y fue la décima de once hijos. Sus dos padres tenían inclinación musical: su madre tocaba la guitarra y su padre el violín, además de fabricarlos en un pequeño taller, aunque su negocio era una barbería que también era el lugar de encuentro de los músicos del lugar. Por allí pasaban todo tipo de instrumentos musicales que traía a casa para que la pequeña Mary tocara, lo cual le proporcionó una educación musical ecléctica. Animada por sus padres, a la edad de cuatro años estaba aprendiendo a cantar, a bailar claqué, a tocar el ukelele, el banjo, el piano, y también a tocar el violín.  Cuando tenía nueve años, su padre le regaló una guitarra por Navidad y fue amor a primera vista, como declaró en una entrevista para la revista Guitar Player en 1974: 

Cuando cogí la primera guitarra, eso fue todo. Supe que ese era el instrumento que quería tocar el resto de mi vida.

A los diez años tocaba el banjo en la banda de su padre y se convirtió precozmente en una experta en el canto, el claqué, así como en tocar el violín, el contrabajo y la guitarra, pero era este último instrumento el que más le fascinaba, y pronto se convirtió en una avezada intérprete como para empezar a hacer giras con un trío de chicas de Bismarck, Dakota del Norte y tocar en emisiones de radio locales, por las que le pagaban en barritas de chocolate  Hershey. Para entonces tenía doce años, aunque en realidad hacía música country usando la guitarra como instrumento de acompañamiento mientras cantaba y alternaba con el violín. 
Todavía no había oído la palabra jazz, aunque en su casa solían escuchar por la radio al vibrafonista Red Norvo y a la cantante Mildred Bailey en directo desde el restaurante Blackhawk de Chicago, "los primeros músicos de jazz que escuché, por cierto". Tanto si conocía la palabra como si no, a los diecisiete años, Mary Osborne se había convertido en una fanática de este género musical y la primera guitarra de jazz que oyó tocar fue la de Django Reinhardt, aunque también estaba cautivada por las interpretaciones de los guitarristas Eddie Lang y Dick McDonough.
En 1938, la vida de Osborne y su forma de tocar cambiaron profundamente. Sus amigos músicos la animaron a pasar por un club en Bismarck llamado The Dome para escuchar al Septeto del pianista  Alphonso Trent, una banda local en la que estaba el guitarrista Charlie Christian que tocaba un instrumento totalmente nuevo para ella: una guitarra eléctrica. Cuando entró en el club, Osborne pensó que el sonido que estaba escuchando era el de un saxo tenor; nunca había oído a un guitarrista solista tocando la melodía principal como si fuera un instrumento de viento como lo hacía Christian: "La única guitarra eléctrica que conocía era la hawaiana", dijo. "Yo escuchaba a todos los guitarristas de jazz de la época, no obstante todos tocaban en acústico. Pero allí estaba Charlie Christian tocando el 'St. Louis Blues' de Django Reinhardt, nota por nota, pero con una guitarra eléctrica. Fue la cosa más sorprendente que jamás había escuchado".
Cuando terminó la actuación consiguió hablar con Christian acerca de la versión del tema que había tocado. Éste quedó impresionado cuando comprobó que la chica se sabía los acordes del tema de memoria y que también era fan de Django Reinhardt. La invitó a tocar con él y fue lo suficientemente generoso como para darle algunos consejos e ideas, como Osborne recordaría en una entrevista de 1951 para la revista Down Beat:

Era joven, tonta y con ganas de aprender. Charlie se sentó en el estrado conmigo, y mientras yo hacía el coro me decía "ahora no te precipites... vigila tu tiempo... eso es... lo estás haciendo bien ahora". Me emocionaba que incluso se molestara en escuchar. Me inspiró y traté de imitarlo".

A partir de esa noche, ese breve intercambio representó un punto de inflexión en su vida profesional como músico: Charlie Christian, reconocido como el padre fundador de la guitarra de jazz moderna, se convertiría en el ídolo y referente musical de Osborne. Éste incluso le aconsejó a Mary una tienda donde podría comprar una guitarra Gibson ES-150 como la que él tocaba así como dónde podría conseguir un amplificador.

## Carrera profesional
En 1938, con una guitarra eléctrica Gibson recién adquirida como la de Christian, y entusiasmada con su nuevo sonido, Osborne salió de gira con un trío femenino liderado por la pianista Winifred McDonald con el que tocaban sobre todo temas bailables, algo de jazz y canciones pop de las Andrews Sisters. Después de oírlas actuar una emisora de radio de Pittsburgh, el actor de Hollywood y trombonista Charles "Buddy" Rogers quiso que el trío se uniera a su banda como parte de su espectáculo, pero después de varias semanas de gira, a comienzos de los 40, Rogers disolvió su orquesta después de una aparición en la ciudad de Nueva York. 
En las semanas posteriores el trío de chicas también se separó de forma amistosa, ya que todas conocieron a los que serían sus maridos, incluida Mary Osborne a la que el cantante Johnny Drake le presentó al joven trompetista Ralph Scaffidi, que entonces estaba en la banda del saxofonista Dick Stabile, mientras el Trío de Winifred McDonald actuaba en el hotel Piccadilly, en el distrito de los teatros de la calle 43, al Oeste de Broadway. Osborne y Scaffidi se casaron a finales de 1942.
A comienzos de la década de los cuarenta, y con base en Nueva York, Mary Osborne se hizo rápidamente popular como intérprete y artista de grabación.
En 1941 salió de gira con el violinista de jazz Joe Venuti, sustituyendo al que había sido su guitarrista de toda la vida, Eddie Lang que había fallecido en 1933 y para el que Venuti nunca había encontrado un sustituto adecuado.
Pronto se le presentó a Osborne y a su marido una oportunidad que aprovecharon en Chicago, un concierto con la Orquesta de Russ Morgan y el pianista Joe Mooney en el hotel Edgewater Beach, un complejo de recreo junto al lago Míchigan famoso por sus big-bands, en el que Morgan mantenía una orquesta permanente. Osborne comenzó a hacer entonces una serie de actuaciones en clubes de Chicago, incluyendo varias en el prestigioso Chez Paree. En esta ciudad grabó con el cuarteto del violinista de jazz Stuff Smith junto con Jimmy Jones al piano y John Levy al contrabajo.
Desde 1945 hasta 1949 lideró su propio trío, que tocaba en muchos hoteles de la ciudad de Nueva York, así como en el Village Vanguard y otros locales importantes de La Calle 52, cuando los clubes en esta calle de Manhattan eran el epicentro de la comunidad jazzística, como el Hickory House y el Kelly's Stables, tal como la propia Osborne reconoció en una entrevista:

Estar en Kelly's era como tocar para el mundo. Cualquier celebridad, estrella del cine, músico, líder de orquesta... todos pasaban por allí. Llegó a un punto en que no importaba por donde te movieras, no podías ponerte nerviosa, porque todo el mundo estaba allí todo el tiempo.

Hasta 1946 el trío de Osborne estaba formado por el pianista Sanford Gold y el contrabajista Frenchy Cauette, y más tarde con Jack Pleis al piano. Hicieron grabaciones primero para Signature Records, Aladdin, Decca y su subsidiaria, Coral pero después de una serie de dificultades con la gestión, los agentes musicales, y los cambios de personal, el trío se separó.
Sin embargo, Osborne seguía muy solicitada como músico de sesión y grabó con  grandes artistas, como Bob Chester,Terry Shand, Mel Tormé, Clark Terry, Tyree Glenn, Art Tatum, Dizzy Gillespie, Ben Webster, Mercer Ellington, Mary Lou Williams, Beryl Booker y Coleman Hawkins.
También consiguió una actuación los sábados por la tarde en la banda del club Minton's Playhouse en la calle 118 de Harlem, un local destacado por sus jam sessions y donde jóvenes músicos al principio desconocidos para el gran público estaban inventando el nuevo estilo del jazz, llamado bebop. En el Minton tocó con Coleman Hawkins, Ben Webster, Dizzy Gillespie y Art Tatum, quienes más tarde la contrataron para otros conciertos y grabaciones.
Uno de sus primeros conciertos en los que participó fue en 1944 en la Academia de Música de Filadelfia, que consiguió por mediación del productor y crítico de jazz Leonard Feather, del que se hizo amiga alrededor de 1940, probablemente en Minton's, en el que compartió escenario con Coleman Hawkins, Art Tatum, el baterista Denzil Best y el contrabajista Al McKibbon. 
En 1945 la gran influencia de Feather la llevó a aparecer en el “Concierto de Estrellas” de la revista Esquire en Nueva Orleans, que se retransmitió por la red de radio nacional en conexión simultánea desde Nueva York, Los Ángeles y Nueva Orleans, algo muy importante en aquellos días. Osborne fue anunciada como una recién llegada al mundo del jazz. Cantó el popular tema de George e Ira Gershwin "Embraceable You" y tocó una versión del estándar "Rose Room". Esa emisión de radio le dio el reconocimiento merecido de una audiencia nacional y poder estar al nivel de otras Esquire All-Stars del momento como eran Duke Ellington, Louis Armstrong, Benny Goodman, Red Norvo, Billie Holiday y Teddy Wilson.
En enero de 1949 apareció con Lester Young en un programa de televisión que se emitía en directo, llamado Aventuras en el Jazz en la CBS de Nueva York y en 1951 en el show de descubrimiento de talentos de Arthur Godfrey, actuación que hizo que Leonard Feather la elogiara en la revista Down Beat, en un artículo titulado "Mary Osborne: a TV Natural".
Sin embargo, fue en la radio el medio donde consiguió una presencia importante, un trabajo desde 1952 hasta 1963 en The Jack Sterling Show, un popular programa matutino diario de la WCBS, la emisora de Onda Media de Columbia, en el que Osborne tocaba entre otros con el cuarteto de Elliot Lawrence con arreglos musicales del saxofonista Al Cohn, de Tiny Kahn, y de Johnny Mandel. Éste programa de la emisora neoyorquina, liderado por el actor, presentador y batería Jack Sterling fue el último de la radio en tener música en directo hasta 1959 y con el grabó Osborne el álbum Cocktail Swing, con el quinteto de Sterling a la batería, Andy Fitz (clarinete), Tony Aless (piano), Tyree Glenn (vibráfono) y Buddy Jones (contrabajo).
En 1954 formó parte del septeto de mujeres liderado por la pianista y vibrafonista Terry Pollard para grabar un curioso álbum patrocinado por Leonard Feather  titulado Cats Vs. Chicks - A Jazz Battle of The Sexes, que contenía cuatro temas en el que se "enfrentaban" musicalmente a otro septeto de hombres dirigido por el trompetista Clark Terry y en el que de acuerdo a los créditos del vinilo se impuso el septeto femenino según la opinión de Feather y de Nat Hentoff, conocido crítico de jazz de la revista especializada Down Beat.
Entre 1955 y 1959 dio a luz a sus tres hijos. Mientras estaba embarazada de su tercer hijo, grabó para Warwick Records el primero de sus dos álbumes que salió en 1960, A Girl and Her Guitar. A pesar del cursi título, Mary tocaba con fuerza, fría y rápida, liderando un quinteto estelar que incluía a Danny Barker a la guitarra rítmica, Tommy Flanagan al piano, Tommy Potter al contrabajo y "Papa" Jo Jones a la batería un excelente disco que incluía buenas versiones de temas clásicos como “I love Paris”, “How high the moon” o “Body & Soul”, entre otras.
Entre 1957 y 1960 grabó en varios discos del trombonista Tyree Glenn y también en 1963 en el álbum The Mighty Two de los bateristas Gene Krupa y Louie Bellson.
En 1962, en la cima de su carrera decidió que para mejorar su técnica quería estudiar formalmente guitarra clásica. Eligió profesor Alberto Valdés Blain, un discípulo de Andrés Segovia, con quien estuvo aprendiendo hasta 1968, para su enriquecimiento personal y añadir el estilo de la digitación clásica, sin usar la púa, a su forma de tocar jazz.
En 1968 Osborne se mudó y estableció en a Bakersfield, California, donde viviría el resto de su vida, debido al trabajo de su marido como representante de ventas para la firma de guitarras Mosrite.  Aunque estas guitarras gozaban de cierta popularidad, en 1969 Mosrite se declaró en bancarrota. Entonces el matrimonio Scaffidi fundó la "Osborne Guitar Company"  con la intención de construir por su cuenta guitarras y bajos eléctricos de cuerpo sólido. Osborne estuvo directamente involucrada en el diseño del mástil y el diapasón de estas guitarras, así como en el equilibrio general y el tacto de los instrumentos. Desafortunadamente, al igual que Mosrite, tuvieron problemas para hacerse con un mercado, en parte debido al dominio de Fender en ese momento. La compañía se convirtió entonces en "Osborne Sound Laboratories" y se centró en la megafonía y la electrónica para crear una línea de amplificadores 'Osborne' de nuevo diseño que Mary probaba personalmente uno por uno. Pero al final esta empresa tampoco obtuvo el éxito esperado y Osborne Sound dejó de funcionar definitivamente en 1980.
Siguió tocando jazz en la Costa Oeste y en 1973 dio un concierto en el Hollywood Bowl de Los Ángeles.
En 1978 la guitarrista actuó en la primera edición del "Festival de Jazz Femenino de Kansas City" (WJF) con un sexteto de "All-Stars" liderado por Marian McPartland (piano), Janice Robinson (trombón), Mary Fettig (saxo alto), Lynn Milano (contrabajo) y Dottie Dodgion (batería) tocando estándares que gustaron al público. Esta formación tuvo su precedente en el concierto del 30 de junio de 1977 en el Monticello Room de Rochester, New York, donde se grabó el álbum Now's The Time! en el que Osborne formaba parte del quinteto con McParland, Milano, Dodgion y Elvira "Vi" Redd al saxo alto. El título de éste trabajo reflejaba la voluntad de Marian McParland, que ya en 1964 consideró que "había llegado el momento" de contrarrestar el cierto anonimato de las mujeres intérpretes en el mundo del jazz y las ideas erróneas acerca de su forma de tocar.
Su aparición en el verano de 1981 en el Carnegie Hall de Nueva York en el marco  del Kool Jazz Festival (antes con el nombre de Newport Jazz Festival) fue recibida calurosamente por el público.
En 1989 tocó en el Festival de Jazz Clásico de Los Ángeles, donde cantó el conocido estándar "The Man I Love", acompañada solo por su guitarra, destacando la crítica  la profundidad del sentimiento interpretativo considerado como un raro ejercicio de blues urbano.
En 1990 actuó junto con Lionel Hampton en el Playboy Jazz Festival en el Hollywood Bowl de los Angeles demostrando que seguía siendo una excelente guitarrista y, según las críticas muy favorables, fue Osborne quien se robó el espectáculo.
En agosto de 1991 el Trío Mary Osborne hizo su última aparición en la ciudad de Nueva York, en el club Village Vanguard, actuando durante una semana acompañada por Dennis Irwin al bajo y Charlie Persip a la batería, al que se unieron por una noche sus hijos, Peter Scaffidi al bajo y Ralph Scaffidi, Jr. a la batería. Esta fue su última aparición en público.
Osborne también trabajó como profesora de música durante varios años para la Universidad Estatal de California en Bakersfield (CSUB) lo que impulsó la creación de la beca para estudiantes de música de la CSUB y que se otorga anualmente en el marco del Festival de Jazz de Bakersfield. Tenía estudiantes particulares; daba clases de guitarra en la YWCA, en el Bakersfield College. Incluso desarrolló una clase especial para estudiantes ciegos.
Falleció el 4 de marzo de 1992 en Bakersfield, a los 70 años de insuficiencia hepática, como resultado de una batalla de diecisiete años contra la leucemia.
Jim Carlton, de la revista Vintage Guitar, resumió muy bien el impacto de Osborne en la historia del jazz:

El legado de Osborne va más allá de su obra. Su memoria sirve como un monumento de integridad artística y personal. Su tenacidad y talento se manifiestan en un inusualmente alto grado de desarrollo artístico. Exudaba la dignidad y el coraje de quien se negaba a soportar el sexismo y el racismo en una época en que tales actitudes eran demasiado comunes. Fue una pionera cultural y musical que permanecerá para siempre en el panteón de los más grandes artistas de jazz.

## Estilo musical
Como guitarrista, Osborne era reconocida por sus contemporáneos tanto por su admirable versatilidad, como por la excelencia de sus solos y por sus habilidades rítmicas. Su estilo duro, agresivo, pero lleno de alma, encajaba perfectamente con los primeros artistas de R&B con los que trabajó, como fueron Wynonie Harris y Big Joe Turner.
En una época que representó el comienzo de la electrificación de la guitarra, el sonido de Osborne era considerado como cálido y lleno de brío, pero también con sustain y con un marcado sentido del tempo, ya sea tocando una balada o cualquier tema rápido.
Aunque la influencia de Christian en Osborne es innegable, ella había seguido refinando esa influencia y su agresivo sonido de swing temprano en algo sutil y único hasta evolucionar en su propia voz. Había momentos, en los que desde luego, sonaba como Django Reinhardt, con su mezcla de vigor áspero e intrincadas escalas,  quien se dice la había escuchado con admiración cuando también era un habitual del Kelly's Stable de Nueva York, y otros momentos en los que podía insinuar a Wes Montgomery.
Mary Osborne demostró ser también una cantante excelente, pero ante todo, fue una superlativa guitarrista de jazz.

### Equipo e instrumentos
La Gibson ES-150 como la de Charlie Christian, fue la primera guitarra eléctrica de Mary Osborne. 
A finales de los años 50, le ofrecieron un contrato de publicidad y patrocinio con Gretsch, apareciendo fotografiada con sus modelos Country Club o, más tarde con una White Falcon, aunque estas guitarras no eran sus favoritas, ya que prefería para sus actuaciones otras guitarras archtop de más prestigio entre los guitarristas de jazz, como la Gibson L-5 o la Stromberg G-5, este último un modelo "cutaway" del que se construyeron muy pocas unidades. 
En 1964 comenzó a utilizar un modelo archtop personalizado del reconocido lutier de Toledo, Ohio, William G. Barker, una de las 120 guitarras que construyó este fabricante hasta 1966, con una sola pastilla DeArmond y los controles de tono y volumen escondidos bajo el golpedor. Esta es la guitarra con la que Mary Osborne aparece en la portada de su álbum Now And Then de 1981 (y en la fotografía que se incluye en este artículo) tomada en el concierto de Monticello, Rochester en 1977 por Tom Marcello.
Cuando Osborne empezó a usar la Barker, terminó su exclusividad con Gretsch.
Parece ser que Mary Osborne fue la primera que usó en 1945 distorsión en su guitarra.

## Discografía

### Como líder-colíder
- 1960 - A Girl and Her Guitar (Warwick)
- 1977 - Now's The Time! (Halcyon)
- 1981 - Now And Then (Stash Records)
- 1992 - Mary Osborne - A Memorial (Stash Records)

### Como acompañante
Con Tyree Glenn
- 1957 - At The Embers (Roulette).[23]
- 1959 - Tyree Glenn At The Roundtable (Roulette).[24]
- 1961 - Tyree Glenn At The London House In Chicago (Roulette)

Con Gene Krupa y Louie Bellson
- 1963 - The Mighty Two (Roulette)

Con Terry Pollard
- 1954 - Cats vs. Chicks - A Jazz Battle Of The Sexes - (álbum compartido con el Septeto de Clark Terry) (MGM)

Con Stuff Smith (Cuarteto)
- 1944 - Blues In Mary's Flat / Blues In Stuff's Flat (Selmer)[9]
- 1944 - I Got Rhythm[9]
- 1944 - Sweet Lorraine[9]

Con Jack Sterling (Quinteto)
- 1959 - Cocktail Swing (Harmony - Columbia)[12]

Con Mel Tormé
- 1951 - Mel Tormé And His Trio (Capitol).[25]

Con Mary Lou Williams
- 1999 - The Chronological: 1945-1947 [incluye grabaciones de 1945-46 de Mary Osborne con el quinteto "Mary Lou Williams' Girl Stars"] (Continental-Classics)[26]

### Recopilatorios (con otros artistas)
- 1948 - Girls In Jazz (RCA-Victor)
- 1989 - Forty Years of Women in Jazz [Incluye 5 temas en los que toca Mary Osborne] (Jass Records).[27]
- 2000 - Swing to Bop Guitar: Guitars in Flight 1939 – 1947 [Incluye 3 temas del Trío de Mary Osborne] (Hep Records).[6][28]